# Liometopum eremicum
Liometopum eremicum é uma espécie de formiga do gênero Liometopum.